# Архаический период (Северная Америка)
Архаический период — один из периодов доколумбовой Америки, который согласно классификации археологических культур Северной Америки длился примерно с 8000 до 1000 лет до нашей эры. Ему предшествовал американский каменный век, а за ним следовал так называемый период формирования. Термин был введён Гордоном Уилли и Филлипом Филлипсом в 1958 году. По другой классификации, он следовал за эпохой палеоиндейцев и завершился в момент появления земледелия.
В последовательности североамериканских доколумбовых культурных стадий, представляет собой период, определяемый архаической стадией культурного развития. Архаическая стадия характеризуется натуральным хозяйством, поддерживаемым за счет сбора орехов, семян и моллюсков. Поскольку его окончание определяется переходом к оседлому земледелию, даты могут значительно различаться в разных странах Америки.
Архаический период принято делить на три части: ранний архаический (8000—4000), средний архаический (4000—2000) и поздний архаический (2000—1000).
Остальная часть Америки также имеет архаический период.

## Терминология
Термин «Архаический» впервые в американской археологии употребил Уильям Ричи в 1932 году, когда описывал находки культуры ламока на территории штата Нью-Йорк. Позже обнаружилось сходство этих находок с находками в Алабаме, Кентукки и Джорджии, и термин стал применяться к юго-восточному региону тоже. Было даже предположение, что аналогичная археологическая культура существует на Западе, в Калифорнии. В конце 1950-х годов термин использовался для обозначения периода истории, но в 1958 году археологи Уилли и Филлипс заявили, что это не исторический период, а стадия развития общества. Такой точки зрения придерживается Стюарт Фидель в книге Prehistory of the Americas (1992), хотя в литературе встречаются оба толкования термина.

## Классификации
Согласно системе классификации впервые предложенной Гордоном Уилли и Филипом Филлипсом в книге 1958 года Method and Theory in American Archaeology архаический период следовал за североамериканским каменным веком и сменяется формирующей стадией.
- Литическая стадия.
- Архаическая стадия.
- Стадия формирования.
- Классический этап.
- Постклассический этап.

В рамках культурных рейтингов были выявлены многочисленные местные вариации. Период был разделён по регионам, а затем по времени. Например, архаическая юго-западная традиция подразделяется на культуры Сан-Диегито, Ошара, Кочис и Чиуауа.

## Архаический период в Северной Америке
Первые люди (палеоиндейцы) появились на Северо-Американском континенте в самом конце Плейстоцена, когда заканчивался ледниковый период. Ледник достиг своего пика 18 000 лет до настоящего времени, и начал таять и сокращаться в размерах 14 000 лет назад. Иногда ледник ненадолго возвращался, но 10 000 лет назад он уже отступил далеко на север. Климат стал более тёплым и более влажным, уровень океана поднялся и образовался Берингов пролив (10 000 лет назад). Начала изменяться растительность, что привело к сокращению мегафауны. Иногда исчезновение крупных животных связывают с появлением человека. 10 000 лет назад мегафауна в основном вымерла, хотя могла сохраняться в небольших отдельных регионах.
В 2006—2009 годах возникла и получила распространение Ударная гипотеза позднего дриаса, согласно которой столкновение с кометой 12 000 лет назад привело к вымиранию мегафауны, изменению растительности, исчезновению палеоиндейских культур и общему сокращению численности человека на континенте.
Вымирание мегафауны заставило человека изменить образ жизни, начать охоту на более мелкую и подвижную дичь, начать употреблять рыбу, ракушки и растения. На континенте осталось мало незаселённых мест, и люди стали жить в определённых регионах, возникли культурные (возможно и языковые) барьеры, что привело к большому культурному разнообразию в начале Архаического периода. Люди стали кочевать по заранее известным маршрутам, пользуясь сезонными преимуществами различных регионов. Все эти изменения привели к формированию новой, Архаической эпохи. Уилли и Филлипс называли несколько признаков Архаического периода:
- охота на мелкую дичь;
- появление собирательства;
- разнообразие орудий труда;
- появление деревянных изделий, копьеметалки и орнаментов;
- появление относительно постоянных поселений (долговременных лагерей);
- появление изделий из кости, рога, раковин и меди;
- появление захоронений.

На юго-востоке США переход к Архаической эпохе выразился в переходе с наконечников кловисского типа на наконечники далтонского типа.

### Ранний архаический период
Ранний архаический период начался примерно 10 000 лет до настоящего времени (около 8000 года до н. э.), и в это время продолжали употребляться наконечники далтонского типа, и появились стилистически близкие им наконечники хардавейского типа, известные по стоянке того времени Хардавей в Северной Каролине. Северокаролинские наконечники этого типа изучены лучше всего, хотя они встречаются в Иллинойсе, Алабаме и во многих восточных штатах. Их почти нет в Новой Англии, хотя отдельные экземпляры обнаружены на стоянке Ричмонд-Хилл на Статен-Айленде. Около 7900 года до н. э. наконечники далтон-хардавейского типа постепенно исчезают, и на востоке континента появляются наконечники типа Палмер (Palmer Corner Notch) и наконечники типа Кирк (Kirk Corner Notched). Около 6800 года до н. э. происходит новое изменение, появляются наконечники типа Лекрой (LeCroy Bifurcated).
До последнего времени не удавалось обнаружить следы присутствия человека этой эпохи (8000—6000 гг. до н. э.) на северо-востоке континента. В целом от этого периода сохранилось меньше стоянок, чем от других эпох. Предполагалось, что это связано с резким сокращением численности человека в конце палеоиндейской эпохи, с распространением сосновых лесов, фауна которых была беднее, чем фауна прежних тундр и степей. Были предположения, что поселения той эпохи уничтожены изменением русла рек, речными наносами и подъёмом уровня океана. Кроме Хардавея, известно очень мало стоянок раннего архаического периода, среди них стоянка Стэнфилд-Уорли в Аламабе, Роз-Айленд в Теннесси и Костер в Иллинойсе.

### Средний архаический период
Во время Среднего ахаического периода (6000—4000 лет до н. э.) оформилась общность культур от Каролин до Лабрадора: по всему побережью каменные наконечники принадлежали к одному типу. К этому времени относится стоянка Невилл, нижние слои которой относятся к 6000 году до н. э. Около 5000 года до н. э. наконечники невиллского типа сменяются наконечниками типа Старк. Те и друге имеют аналоги на стоянке Морроу-Маунтин в Северной Каролине и на стоянке Ева в западном Теннесси. Находки в Невилле дают основание полагать, что жители этих мест в большом количестве употребляли рыбу. Найдены орудия труда, которые моuли быть использованы для строительства лодок. В Невилле найдены так же каменные утяжелители для копьеметалок, самые старые из ныне известных. Вероятно, люди того времени жили и на морском берегу, и использовали морские рыбные ресурсы, но приморских стоянок не найдено, вероятно, из-за изменения уровня моря: около 6000 года до н. э. уровень моря был на девять метров выше современного. Большие скопления раковин датируются не ранее, чем 3000 годом до н. э.
На удивление раннее использование рыбной ловли зафиксировано на Лабрадоре. На объекте Ланс-Амур обнаружено захоронение с гарпунами, которые до этого считались более поздним изобретением. Погребение датировано 5580 годом до нашей эры. Люди того времени, вероятно, перемещались от побережья в глубь континента вслед за миграциями различных животных, как делают сейчас некоторые племена эскимосов.
На стоянке Костер в Иллинойсе обнаружены деревянные строения, датированные 5500 годом. Возможно, это самые ранние дома в Северной Америке, хотя остатки строений на стоянке Сандербёрд в Вирджинии могут оказаться ещё старше. Эти дома очень напоминают постоянное поселение, тем более, что при них найдены семена и орехи, говорящие о том, что место было населено круглый год.
На стоянке Малберри-Крик в северо-западной Алабаме были обнаружены первые признаки насильственной смерти: обнаружено несколько скелетов с наконечниками типа Морроу-Маунтин в их костях. Это говорит о том, что племена того времени уже начали вести войны за какие-то места, вероятно, богатые пищей. Хорошо сохранившиеся захоронения того периода найдены во Флориде, в пруду Уиндовер около мыса Канаверел. Они датируются 6000—5000 годами до нашей эры. В этих захоронениях нейдены фрагменты одеял, сумки и подстилок, сделанные из пальмового волокна.

### Поздний архаический период
Около 4000 года до н. э. резко возрастает количество известных стоянок и отдельных находок, что говорит о быстром росте населения в это время. Археологи обычно связывают этот рост с изменениями природы, технологическими изменениЯми и новыми социальными структурами. К тому времени климат в Северной Америке уже устоялся, средние температуры были чуть выше современных. Уровень океана поднялся и создал новые экосистемы. С новыми орудиями труда и новыми стратегиями охоты эти изменения могли дать пищу большему количеству людей. Человек стал вести более оседлый образ жизни: если для Среднего архаического периода долговременные поселения скорее исключения, то теперь их становится достаточно много. Так как теперь люди реже кочевали, то исчезла проблема переноски детей, и можно было не регулировать их количество. Продолжительность жизни женщин не изменилась, они чаще всего умирали до 30 лет, но мужчины стали жить дольше: на стоянке Ева около 18 % мужчин умерли в возрасте около 60 лет. Возможно это произошло потому, что человек стал охотиться на мелкую, менее опасную дичь. В это время уже начался обмен товарами, что мотивировало людей добывать больше пищи и товаров. Избыточное количество пищи поднимало вопрос о её распределении, и это приводило к появлению социальных структур.
В это время начинают возникать региональные различия, связанные с различными природными условиями. Выделяются культуры рек, приозёрных лесов, прибрежные и предгорные. Речные культуры распространяются вдоль долин Миссисипи, Огайо, Камберленд и Теннесси. Примером является 6-й уровень стоянки Костер, который датируется 3900—2800 годами до нашей эры. В это время в поселении жило 100-150 человек, сохранились остатки шести домов площадью 12—15 квадратных метров. Главной добычей были олени, но люди уже коптили и сушили рыбу на зиму. Основной растительной пищей были орехи гикори, грецкие и лесные орехи. При поселении найдено небольшое кладбище. При скелетах обнаружен погребальный инвентарь: каменные наконечники и свёрла. Могилы были посыпаны красной охрой.
Ещё больше информации о речных культурах эпохи поздней архаики дали раскопки поселения Индиан-Нолл в Западном Кентукки, датированного 2500—2000 годами до нашей эры. Здесь найдено около 1100 захоронений всех возрастов. В мужских захоронениях встречаются топоры и рыболовные снати, в женских в основном зернотёрки. Орудия труда встречаются в трети всех захоронений, небольшой процент (4 %) содержит импортные товары: медь и раковины. Пока непонятно, как именно эти товары попали в Кентукки: раковины, добытые во Флориде надо было доставить на расстояние в 1200 километров. Возможно, Индиан-Нолл был торговым центром, где медь с Великих озёр обменивалась на раковины с юга.  
Раскопки на острове Фронтенак на озере Онтарио дали материал о культуре приозёрных лесов эпохи поздней архаики. В этом регионе не было ореховых деревьев, поэтому люди в большей степени зависели от охоты и рыболовства. Люди селились здесь более мелкими группами и плотность населения была ниже, ввиду ограниченности ресурсов. Здесь найдены наконечники типа Оттер-Крик, самые ранние для позднего архаического периода (4500—2600 до н. э.). Эти находки близки по типу к так называемой Лаврентийской культуре. Особенностью культур Великих озёр было использование самородной меди, из которой методом холодной ковки изготавливались ножи, гарпуны и наконечники. Медь обрабатывали примерно так же, как и камень, поэтому этот процесс ещё нельзя назвать металлургией (которая появится на несколько столетий позже в Мексике). Культуру этого региона называют Старой Медной культурой.

### Статьи
- Haag, William G. The Archaic of the Lower Mississippi Valley (англ.) // American Antiquity. — Cambridge University Press, 1961. — Vol. 26, iss. 3. — P. 317-323. — doi:10.2307/277398.
- Huckell, Bruce B. The Archaic Prehistory of the North American Southwest (англ.) // Journal of World Prehistory. — Springer, 1996. — Vol. 10, iss. 3. — P. 305—373.
- Vance T. Holliday and David J. Meltzer. The 12.9-ka ET Impact Hypothesis and North American Paleoindians (англ.) // Current Anthropology. — The University of Chicago Press, 2010. — Vol. 51, iss. 5. — P. 575—607. — doi:10.1086/656015.